# Prefectura d'Ibaraki

Localització de la prefectura d'Ibaraki

La prefectura d'Ibaraki (en japonès: 茨城県 Ibaraki-ken) és una divisió administrativa del Japó ubicada a l'illa de Honshū a la regió de Kanto. La capital és la ciutat de Mito. La prefectura ocupa una superfície de 6.095 km² i té una població de 2.985.000 habitants (2000)

## Ciutats
Hi ha 32 ciutats a la prefectura d'Ibaraki:
| - Bandō - Chikusei - Hitachi - Hitachinaka - Hitachiōmiya - Hitachiōta - Hokota - Inashiki - Ishioka - Itako | - Jōsō - Kamisu - Kasama - Kashima - Kasumigaura - Kitaibaraki - Koga - Mito (capital) - Moriya - Naka - Namegata | - Omitama - Ryūgasaki - Sakuragawa - Shimotsuma - Takahagi - Toride - Tsuchiura - Tsukuba - Tsukubamirai - Ushiku - Yūki |

## Persones il·lustres
- Shingo Katayama